# Biserica de lemn din Cândești Vale-Vârtop
Biserica de lemn din Cândești Vale-Vârtop este un monument istoric aflat pe teritoriul satului Cândești Vale, comuna Cândești. În Repertoriul Arheologic Național, monumentul apare cu codul 66535.05.01.

## Date istorice generale
În vederea descifrării istoriei acestui monument reprezentativ pentru zona premontană de trecere spre Ardeal am găsit referințe legate de localitatea Cândești-Vale și alte onomastici anterioare acesteia cercetând documentația:
Documente indice sec.XVI - XVII; Bauer ; Popescu Runcu - Catagrafia; Anuarul geografic și antropologic 1909; Anuarul Comisiunii Monumentelor Istorice 1942, 1943; Buletinul Comisiunii Monumentelor Istorice 1936; Glasul Bisericii 1964, 1965; Draghiceanu — „Călăuza”; R. Crețeanu - „Biserici de lemn din Muntenia”.
Potrivit acestor documente, anul 1576 este cea mai veche datare a localității Cândești-Vale.
Se mai regăsește în documente și data de 10 mai 1577(act emis de Alexandru Vodă).
Pentru această zonă, cercetarea a fost mult îngreunată datorită distrugerilor prin ardere a cărților de moșie de către haiducii lui Bator Gabor care făceau incursiuni frecvente de jaf.
Vechea vatră a satului aflată sus între păduri dese și văi înguste, la locul numit Coadele 
Obârșiei, s-a mutat cu timpul mai la vale formând pe locurile de astăzi o comunitate puternică.
În urma luptelor grele duse în aceste locuri cu trupele lui Sinan Pașa care încercau să reprime nesupunerea Domnului Mihai Viteazul, se remarcă prin vitejia lor trei căpitani  de oaste Candea, Voinea și Botea care sunt răsplătiți cu trei domenii care le vor prelua numele: Cândești, Voinești și Botești. În amintirea acestor lupte D-na Stanca soția Domnului a ridicat o cruce mare de piatră, cruce aflată și acum în mijlocul comunei.
În anii 1942-43, deși vreme de război, Comisiunea Monumentelor Istorice reușește să continue linia dată de N.Iorga, începând și finalizând lucrările de conservare și restaurare a multor monumente vitale pentru memoria și conștiința națiunii. În ședința din 18 iulie 1943, Comisiunea, având în componență pe Al. Lapedatu, A. Verona, I. D. Ștefănescu, A. Sacerdoneanu, G. Oprescu, P. Antonescu.... „ aprobă planurile și devizul de 700.000 lei, întocmite de dl. conductor arhitect V. Moisescu, pentru restaurarea bisericii de lemn Cuvioasa Paraschiva din comuna Cândești -Vale, jud.Dâmbovița." Prin consemnarea făcută la acea dată a problemelor bisericii monument am reușit mai bine să înțelegem avatarurile acestei construcții.
Lucrări de dată mai recentă sunt cele executate în anul 1967 - repararea fundației și treptelor, afectate de alunecări și în anul 2000 - înlocuirea șindrilei degradate din acoperiș.
Biserica monument din comuna Cândești- Vale este o construcție pe care ctitorii ei au dorit-o a fi „o biserică domnească” construită însă cu mijloacele materiale ale satului românesc de la începutul de secol XVIII. Materialul cunoscut de meșterii locali a fost lemnul. După cum s-a transmis pe cale orală din bătrâni, arbori seculari au fost tăiați, uscați și încheiați sus în dealul Obârșiei. Demontată șii adusă pe care, biserica a fost înălțată pe o temelie de bolovani. Pentru înălțare, locul ales a fost o culme de deal - la Vârtop.
Pisania plasată deasupra ușii de intrare, pe peretele de vest al pronaosului glăsuiește:
„CU VREREA TATĂLUI ȘI CU AJUTORUL FIULUI ȘI CU SĂVÂRȘIREA SFÂNTULUI DUH AMIN. RIDICĂ-S-A ACEASTĂ SFÂNTĂ ȘI DUMNEZEIASCĂ BISERICĂ UNDE SE CINSTEȘTE ȘI SE PRĂZNUIEȘTE HRAMUL CUVIOASEI PARASCHIVA ȘI AL SFÂNTULUI MARE MUCENIC TEODOR TIRON ÎN ZILELE PREA LUMINATULUI ȘI ÎNALTULUI CONSTANTIN ALEXANDRU IPSILANTI VOIEVOD, ÎN ZILELE PREA SFÂNTULUI  MITROPOLIT AL UNGRO-VLAHIEI, KIR DOSOFTEI, CU ÎNDEMÂNAREA ȘI CU TOATĂ CHELTUIALA ROBILOR LUI DUMNEZEU: PAVEL EREI, DAN DIACONU, MARIA ANDREI PARNIA, MUSCA, BADEA COJOCARU, ION COMĂNESCU, PARASCHIVA, ION DANCIU, STANCA, NICOLAE sin DIMA ot TÂRGOVIȘTE, DODRA,PREDA sin MATEI, DUMITRU sin mirita, CRISTIAN COMĂNESCU, DOBRA, ION CEVLICA, CÂRSTEA, NASTASIA RADOI, CA SĂ FIE VEȘNICA POMENIRE ȘI ÎN VEACUL Z.T.B.I. 77321 AUGUST 23. STZ. PISAH ENACHE ZUGRAV. BRATU MEȘTER”
Reconsiderând datele obținute din documentații și confruntând pisania cu anii reali de domnie ai Domnului Constantin Ipsilanti Voievod, fiul lui Alexandru Ipsilanti, care a domnit în Muntenia între anii 1802-1806 și cei ai Mitropolitului Kir Dosoftei devenit mitropolit în anul 1793 și destituit în 1810, am considerat anul înscris în pisanie Z.T.B.I.  (7321) corespunzând anului 1803.

## Descrierea monumentului. Fazeologie
Din punct de vedere tipologic dar și prin structura și elementele decorative, bisericile de lemn din valea mijlocie a Dâmboviței, în numâr de unsprezece monumente, formează un grup unitar și profund original. Construite în stil caracteristic, de plan dreptunghiular și bolta semicilindrica longitudinala, aceste biserici nu depăsesc ca vechime mijlocul secolului XVIII.
Comparativ cu bisericile de zid, numărul celor de lemn din Muntenia a fost în trecut foarte mare:
- in 1808-1810 numărul lor era de 68 %, după cum rezulta din catagrafiile mai vechi.
Biserica este alcătuită din altar, naos, pronaos, pridvor. Altarul este poligonal cu cinci laturi la interior și exterior. Este acoperit cu o boltă de lemn pe grinzi curbe de lemn. Acestea sunt rezemate pe o grindă amplasată la interiorul pereților, lipită de aceștia, astfel ca pe pereții propriu-ziși să rezeme doar acoperișul, având rezemare separată.
Altarul este despărțit de naos prin catapeteasmă, care, este de zidărie, groasă de 50 cm. În partea de Nord a altarului se află proscomidiarul, din zidărie pictată. Acesta se află la interiorul pereților de lemn.
Naosul, lung de 5,50 m, și lat de 5,40 m., este luminat prin patru ferestre (altarul are trei ferestre). Acoperirea se face cu boltă de lemn semicilindrică pe arce de lemn.
Naosul este despărțit de pronaos printr-un perete de zid de 55 cm. grosime, străpuns de trei goluri acoperite cu arce de zidărie (golurile ușilor din catapeteasma de zid sunt acoperite tot cu arce de zidărie).
Pronaosul este lung de 2,05 m. și 1at de 4,65 m., luminat prin două ferestre de 30 x 90 cm, Naosul are câte două ferestre pe fiecare parte de N și S.
În pronaos se intră din pridvor printr-o ușă de lemn meșteșugit alcătuită, montată într-un cadru de stejar. Pronaosul este boltit ca și naosul cu boltă semicilindrică pe arce de lemn, bolta rezemată, ca și la naos și la altar, pe grinzile longitudinale ce merg în lungul pereților de Nord și de Sud.
Pridvorul are lungimea de 2,13 m. și lățimea de 4,61 m. are un parapet de lemn pe care reazemă șase stâlpi sculptați, de lemn, cu fusurile galbate, de secțiune circulară. Pe capetele stâlpilor stau grinzile fruntar, sculptate cu motive amintind de consolele comitice și compoziție clasică. La partea superioară, grinzile se termină cu un profil în talon, având partea inferioară terminată în chip de scotie.
În pridvor se află o scară de lemn ce urcă la podul.aflat deasupra acestuia. Pe planșeu! drept din grinzi de stejar ș i tavan de podină al pridvorului reazemă infrastructura bazei turlei de lemn.
Aceasta, de plan pătrat, este suprapusă de un sistem de grinzi alcătuind un octogon, pe care se ridică cei opt stâlpi și tamburului turlei de plan octogonal. Turla este luminată prin trei ferestre. În turlă se află și o podină la o cotă mai sus la care se accede de asemenea, pe o scară de stejar, asemănătoare cu aceea din pridvor.
Acoperișul , în patru ape, este simplu, îmbrăcând într-o anvelopantă dulce și caldă întregul complex de forme ale parterului bisericii.
La streașină, panta este îndulcită prin intermediul unor căpriori - pui, prin care se realizează streșinile, deoarece căpriorii propriu-ziși se opresc pe cosoroabă. Învelitoarea este din șiță.
Biserica stă pe un soclu din zidărie de piatră azi tencuită, au înălțimea de aproape un metru.
Accesul se face pe o scară de piatră, cu treptele semicirculare.
Poarta de intrare în incintă se află în vale, la poalele promontoriului pe care se află biserica.
Din examinarea monumentului se pot formula câteva ipoteze privitoare la datarea acestuia și se desprinde și frazeologia. Se disting trei faze: prima corespunde construirii bisericii, integral de lemn, cu pardoseli de cărămidă pătrată de dimensiuni 23 x 23 x 4 cm. Acest tip de pardoseală se întâlnește la monumente brâncovenești și la monumente mai vechi, la care s-au refăcut pardoselile în epoca brâncovenească. Din această primă scară se păstrează un fragment în pridvor.
Urmează etapa a doua (faza a doua), când se înlocuiește catapeteasma de lemn și peretele dintre naos și pronaos de lemn, cu altele de zid. În · această fază, pardoselile de cărămidă sunt înlocuite în cea mai mare parte cu pardoselile actuale din lespezi de piatră. Urmează faza a treia, fază de reparații, când se execută și un al doilea strat de pictură, peste cel din faza a doua, meșter Enache zugrav (pe · spatele catapeteasmei se află pictată inscripția „ruca Enache zu(grav)”~ care, semnează și pisania. Este posibil ca bolta să fi fost refăcută și ea.
Biserica este încinsă pe la jumătate cu un brâu frânghie împletită, care se ridică pe lângă ușă și încadrează și spațiul icoanei de hram.
- în 1909 numărul lor reprezenta 18 % din totalul bisericilor de sat în ființă.
Pe locul unor biserici anterioare de lemn au fost zidite de altfel majoritatea bisericilor istorice.

## Arhitectura
Biserica cu hramul „Sfânta Paraschiva” din comuna Cândești-Vale, monument cu vechime de peste 200 de ani, este o zidire simplă, cu planuri bine proporționate, împodobită pe interior și exterior cu un bogat decor sculptat și pictat. Intervențiile efectuate pana la această dată nu au adus modificări  de substanță arhitecturii.
Din cercetările efectuate, a rezultat că fisurile și crăpăturile prezente și  vizibile la interior( de altfel relativ nu puține la număr) nu au fost provocate de tasări diferențiate ale fundațiilor, ci că se datorează, în principal, sarcinilor orizontale provocate de seismele majore prin care a trecut, precum și a eforturilor provocate de diferențele de temperatură în pereții suprastructurii, în lipsa unor legături care să le asigure monolitismul.
Este o construcție de plan dreptunghiular compus, cu naosul ușor lărgit față de pronaos și bolți independente deasupra naosului și  pronaosului. Biserica a fost construită din bârne de stejar groase de 0,15 m. și late de 0,40–0,50 m. îmbinate în „coadă de rândunică”. Grinzile de sus, formând „cununa edificiului” suportă streașina foarte lată, prinsă cu cepuri de lemn.
Bolta bisericii este construită din dulapi întăriți prin arce dublou,sprijinite pe console. Deschiderea bolții este micșorată prin porțiuni de plafon de lățimea unei grinzi, greutatea ei fiind suportată de pereții transversali. Biserica monument este așezată pe o fundație compusă din bolovani de piatră, la origine nelegați între ei cu mortar; cu timpul această temelie a început să se lase, necesitând reparații.
Lungimea totală a bisericii este de 16,30 m. iar înălțimea este de 3,70 m.